# Женщины Нигерии
Женщины Нигерии (англ. Women in Nigeria, WIN) — это неправительственная организация в Африке.
Организация основана в 1982 году в Нигерии для выражения политических интересов национальных женских групп. Цель организации касается освобождения женщин, равенства и социальной справедливости в Нигерии. Организация отличается от первых женских групп в Нигерии, поскольку утверждает, что права женщин не могут быть обеспечены без решения проблемы прав человека мужчин и для женщин в репрессивном обществе. На момент создания в состав организации входили мужчины.
Феминистские публикации и деятельность организации были активны в 1980-х и 1990-х годах, но в последнее время деятельность организации стала менее заметной.

## История
Движение за формирование женщин в Нигерии возникло на базе исследовательской группы преподавателей социологии и политологии в Университете Ахмаду Белло. Исследование было сосредоточено на жизни женщин в Нигерии. В 1982 году в Зарии прошла Первая ежегодная конференция женщин Нигерии. На мероприятии выступили Аиша Иман (Ayesha Iman), Бене Мадунагу (Bene Madunagu), Билкису Юсуф (Bilkisu Yusuf), Рене Питтин (Renee Pittin), Молара Огундипе и Тереза Нвеке (Therese Nweke).
После этого мероприятия движение было официально открыто, и участники первой конференции пообещали оказать ему поддержку. Основная миссия движения — повысить осведомленность и изменить ситуацию в отношении широко распространённого угнетения и эксплуатации женщин в Нигерии. Многие участники первой конференции стали членами движения. Оно стремится к равенству для мужчин и женщин, которые угнетаются в Нигерии, но особенно эксплуатируются женщины. Движение связывало угнетение женщин с общим угнетением, свидетелями которого стали граждане общества, особенно бедные, и в процессе развития привнесло классовую и гендерную динамику в борьбу за эмансипацию женщин.

## Деятельность

### Финансирование
Организация получает финансирование за счёт грантов, предоставляемых донорами, такими как Фонд Генриха Бёлла, и от частных членских взносов.

### 1980-е: Исследования
Большинство членов-первопроходцев движения имели академическое образование, которое повлияло на некоторые из его целей. Основной целью был сбор данных посредством исследования положения женщин в стране. В итоге организация опубликовала книги и статьи о своих открытиях. Его первой крупной книгой стала «Women in Nigeria», опубликованная в 1985 году. С тех пор движение опубликовало статьи, в том числе «Women in Nigeria-The First Ten years» (1993), «Child Abuseи» (1992) и «Women and Violence: Breaking the Silence».
Движение также публиковало информационный бюллетень и проводил ежегодные конференции в 1980-х годах.

### 1990-е — настоящее время
В 1991 году движение получила грант от Фонда Генриха Бёлла на инициирование программы кредитования и расширения политических прав и возможностей сельских женщин. Программа расширения прав и возможностей предоставила кредиты конкретным женским группам в пяти штатах федерации.
В 1993 году некоторые члены движения написали коммюнике, осуждающее отмену президентских выборов. Организация также сотрудничала с Кампанией за демократию, добиваясь обнародования результатов выборов. Деятельность движения была сдержанной с конца 1990-х годов. Организация зависела от добровольной базы волонтеров и внешних доноров для финансовой поддержки. На одном из ежегодных съездов, который также являлся местом избрания нового лидера, выборы разделили организацию на две фракции. Со временем лидеры этих фракций и многие из их сторонников начали работать в других неправительственных организациях или за пределами страны, что ещё больше ослабило организацию. Кроме того, перед выборами мужчины, составлявшие около двух третей его членов, чувствовали себя маргинализированными в деятельности организации.